# Igarapé Mágico
Igarapé Mágico é uma série de televisão infantil brasileira criada por Bia Rosenberg e Rogério Brandão e roteirizada por Bia e Flavio de Souza. Exibida em 26 episódios pela TV Brasil em 2014, produzidos sob encomenda pela Dogs Can Fly, a série transmite ao público em idade pré-escolar a importância da preservação do meio ambiente através de histórias protagonizadas por filhotes de animais de um igarapé da região amazônica brasileira.

## Sinopse
O filhote de peixe-boi Maná chega com sua família para morar num igarapé amazônico, onde as águas são mais calmas, e conhece a piranha Cotinha, o pirarucu Bitelo e a sucuri Ceci. Os quatro filhotes de personalidades diferentes tornam-se amigos e, junto à perereca Quinha e o jacaré Jaca Zé e com a ajuda de Iara, um ser mitológico da região que lhes transmite conhecimento, eles ensinam em suas aventuras, narradas pela garça-real Pilherodius Pileatos, o valor da amizade com noções de sustentabilidade e da preservação do meio ambiente.

## Elenco
A personagem Iara, única humana da série, é interpretada por Roberta Estrela D'Alva, enquanto os outros actantes são bonecos manipulados e vividos por:
- Magda Crudelli — Cotinha;
- Eduardo Alves — Maná e Pilherodius Pileatos;
- Hugo Picchi — Bitelo;
- Mariana Elisabetsky — Ceci e Quinha;
- Paulo Sokobauno — Jaca Zé.

## Concepção e produção
Igarapé Mágico foi idealizada pelo antigo diretor de produção da TV Brasil Rogério Brandão, que pensou num programa para crianças em idade pré-escolar com referência às espécies, à fauna e à flora do estado do Amazonas e abordasse temáticas como sustentabilidade, preservação e conhecimentos regionais. Para o desenvolvimento da série Brandão convidou a criadora de obras infantis Bia Rosenberg, com quem havia trabalhado na TV Cultura, que chamou para a produção profissionais oriundos de programas infantis da emissora, como os atores e o roteirista Flavio de Souza, autor de textos para Rá-Tim-Bum, Mundo da Lua e Castelo Rá-Tim-Bum.
Considerado "o projeto mais ambicioso da TV Brasil", Igarapé Mágico começou a ser apresentada publicamente por Brandão em fevereiro de 2013, no evento de produções de entretenimento infantil Kidscreen Summit, em Nova York, EUA, sendo novamente mostrada em fevereiro de 2014, quando havia estreado na emissora, e em maio de 2015 na Conferência Internacional de Televisão de Interesse Público, em Tóquio, Japão. Em entrevista ao Jornal da ABI em abril de 2013, o diretor-presidente da TV Brasil Nelson Breve afirmou que estavam "gostando muito" da série no exterior.
Na Dogs Can Flay, empresa à qual a TV Brasil encomendou a produção, sob a direção de Ricardo Whateley, os atores que manipulavam os bonecos vestiam macacões e capuzes azuis em frente a um chroma key da mesma cor para que fossem digitalmente retirados e os personagens inseridos em cenários virtuais, modelados à mão e texturizados em 3D no processo de matte painting. As gravações, realizadas em São Paulo, duraram cerca de um mês, entre setembro e outubro de 2013. Para a trilha sonora Tata Fernandes e Wem compuseram canções originais de diferentes ritmos brasileiros, e o tema de abertura foi criado pelo produtor de músicas infantis Hélio Ziskind, também diretor musical da série.

## Episódios
Igarapé Mágico estreou com exibição de segunda a sexta-feira, às 9h e às 13h30, dentro do bloco Hora da Criança, e depois aos domingos, às 12h30. Os treze primeiros episódios foram exibidos de 20 de janeiro a 5 de fevereiro de 2014, e os treze restantes, de 28 de julho a 13 de agosto. Uma segunda temporada chegou a ser cogitada, mas não foi adiante. A série, que continuou sendo reprisada pela TV Brasil até 2020, foi adquirida pelo canal Zoomoo em 2015.
Esta tabela lista os episódios de Igarapé Mágico e suas datas de transmissão originais.
| N.º | Título                       | Data de estreia        | N.º | Título                              | Data de estreia      |
| --- | ---------------------------- | ---------------------- | --- | ----------------------------------- | -------------------- |
| 1   | "Vamos Brincar de Aventura?" | 20 de janeiro de 2014  | 14  | "Corpo Estranho"                    | 28 de julho de 2014  |
| 2   | "O Que Tem lá em Cima?"      | 21 de janeiro de 2014  | 15  | "Com Quem Eu Vou Brincar?"          | 29 de julho de 2014  |
| 3   | "Vamos Ganhar o Mundo!"      | 22 de janeiro de 2014  | 16  | "Pra Que Servem os Amigos?"         | 30 de julho de 2014  |
| 4   | "Os Vaga-lumes Invisíveis"   | 23 de janeiro de 2014  | 17  | "Como Você Vai Ser Quando Crescer?" | 31 de julho de 2014  |
| 5   | "O Coração da Iara"          | 24 de janeiro de 2014  | 18  | "Perfume de Vitória"                | 1 de agosto de 2014  |
| 6   | "Que Bicho É Esse?"          | 27 de janeiro de 2014  | 19  | "O Amigo Dourado"                   | 4 de agosto de 2014  |
| 7   | "Me Dá Um Abração?"          | 28 de janeiro de 2014  | 20  | "Esconde-esconde"                   | 5 de agosto de 2014  |
| 8   | "Garrafa ou Gafanhoto?"      | 29 de janeiro de 2014  | 21  | "Igarapé Aruru"                     | 6 de agosto de 2014  |
| 9   | "Valentão, Mas Nem Tanto"    | 30 de janeiro de 2014  | 22  | "Cobra Fantasma"                    | 7 de agosto de 2014  |
| 10  | "A Rainha do Igarapé"        | 31 de janeiro de 2014  | 23  | "Cabeleira Cabeluda"                | 8 de agosto de 2014  |
| 11  | "Caiu na Rede É Peixe"       | 3 de fevereiro de 2014 | 24  | "Dança Para a Chuva"                | 11 de agosto de 2014 |
| 12  | "Jacaré Também Tem Coração"  | 4 de fevereiro de 2014 | 25  | "Tesouro de Madrepérola"            | 12 de agosto de 2014 |
| 13  | "Lua Cheia... ou Vazia?"     | 5 de fevereiro de 2014 | 26  | "Pela Última Vez"                   | 13 de agosto de 2014 |